# Bach (Charles-Joseph Pasquier)

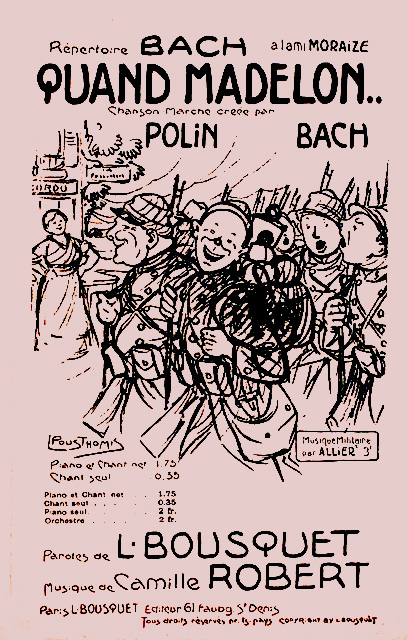
La Madelon

Charles-Joseph Pasquier, conocido por el nombre artístico de Bach (9 de noviembre de 1882-19 de noviembre de 1953), fue un cantante, especialista del género del soldado cómico, actor teatral y cinematográfico y dramaturgo de nacionalidad francesa.

## Biografía
Nacido en Fontanil-Cornillon, Francia, Bach debutó en 1899, aunque se hizo célebre en 1914 como soldado cómico creando, al mismo tiempo que Polin, grandes clásicos del género como La Madelon, La Caissière du Grand Café o Avec Bidasse (canciones interpretadas más adelante por Fernandel). 
Más adelante formó junto a Henry-Laverne el dúo Bach et Laverne. Ambos escribieron más de 200 sketches entre 1928 y 1938. Paul Misraki se inspiró en su número Tout va bien para su canción Tout va très bien, Madame la Marquise (1931), interpretada por la orquesta de Ray Ventura, y Fernand Raynaud le debe su Toto, mange ta soupe.
Además de ello, Bach también trabajó en revistas de music-hall, destacando su colaboración con Marie Dubas o Harry Pilcer, y a partir de los años 1930 encadenó el trabajo teatral y cinematográfico. Sin embargo, su carrera declinó tras la Segunda Guerra Mundial, reapareciendo en escena a finales de los años 1940.
Bach falleció en 1953 en Nogent-le-Rotrou, Francia, a causa de un ataque al corazón. Fue enterrado en el cementerio de Fontanil-Cornillon, su villa natal.

## Filmografía
| - 1910 : Prix de vertu, de Albert Capellani - 1911 : L'art de payer ses dettes, de Georges Monca - 1911 : Le Pot de confitures, de Georges Denola - 1912 : Culture physique - 1912 : Qu'il est bête - 1912 : Lettre incohérente - 1914 : La Journée du soldat - 1930 : Le Tampon du capiston, de Joe Francis y Jean Toulout - 1930 : La Prison en folie, de Henry Wulschleger - 1930 : Bobonne - 1930 : Bonne Nuit - 1930 : Une grave erreur, de Joe Francis - 1931 : En bordée, de Henry Wulschleger - 1931 : La Disparue, de Louis Mercanton - 1931 : J'enterre ma vie de garçon - 1931 : L'Affaire Blaireau, de Henry Wulschleger - 1932 : L'Enfant de ma sœur, de Henry Wulschleger - 1932 : Le Champion du régiment, de Henry Wulschleger | - 1933 : Tire au flanc, de Henry Wulschleger - 1933 : Bach millionnaire, de Henry Wulschleger - 1934 : Le Train de 8 heures 47, de Henry Wulschleger - 1934 : Sidonie Panache, de Henry Wulschleger - 1935 : Debout là-dedans !, de Henry Wulschleger - 1935 : Bout de chou, de Henry Wulschleger - 1936 : J'arrose mes galons, de René Pujol - 1936 : Bach détective, de René Pujol - 1937 : Le Cantinier de la coloniale, de Henry Wulschleger - 1938 : Mon curé chez les riches, de Jean Boyer - 1938 : Gargousse, de Henry Wulschleger - 1939 : Bach en correctionnelle, de Henry Wulschleger - 1939 : Le Chasseur de chez Maxim's, de Maurice Cammage - 1947 : Le Charcutier de Machonville, de Vicky Ivernel - 1949 : Le Martyr de Bougival, de Jean Loubignac |

## Canciones
- La Madelon (1914)
- Avec Bidasse (1914)
- La Caissière du Grand Café (1914)
- La Rue de la Manutention (1919)
- Les Pompiers de Nanterre (1933)

## Teatro
- 1943 : Mon curé chez les riches, a partir de la novela de Clément Vautel, escenografía de Robert Ancelin, Teatro de la Porte Saint-Martin